# Cynoponticus
Cynoponticus is een geslacht van straalvinnige vissen uit de familie van snoekalen (Muraenesocidae). Het geslacht is voor het eerst wetenschappelijk beschreven in 1845 door Costa.

## Soorten
- Cynoponticus coniceps (Jordan & Gilbert, 1882)
- Cynoponticus ferox Costa, 1846 – Guinea snoekaal
- Cynoponticus savanna (Bancroft, 1831)